# Zoo Ostrava
Koordinaten: 49° 50′ 47,2″ N, 18° 19′ 23,9″ O

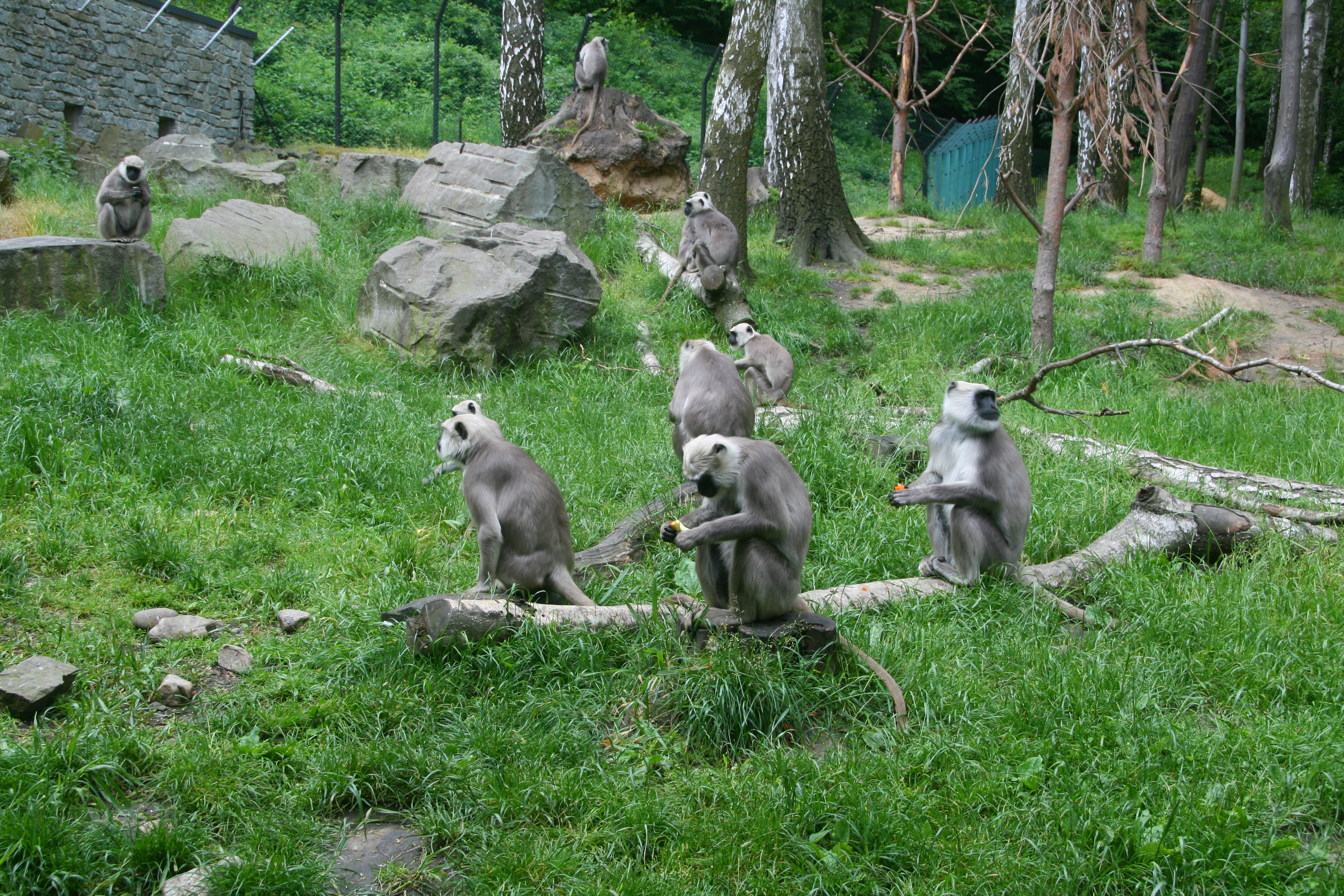
Anlage für Bengalische Hanuman-Languren

Der Zoo Ostrava ist ein zoologischer Garten, der sich im Stadtteil Slezská Ostrava der tschechischen Stadt Ostrava befindet und auch einen  Botanischen Garten enthält. Der offizielle Name lautet Zoologická zahrada a botanický park Ostrava. Der Zoo ist bei der European Association of Zoos and Aquaria (EAZA) und der World Association of Zoos and Aquariums (WAZA) akkreditiert und arbeitet mit der Union of Czech and Slovak Zoos (UCSZOO), der International Zoo Educators Association (IZE) sowie der Unie botanických zahrad České republiky (UBZČR) zusammen.

## Geschichte
Die Entstehungsgeschichte des Zoologischen Gartens Ostrava ist eng mit der Tätigkeit der Bergleute der Bergwerke Zárubek und Alexander beim Bau eines Bergbaugartens im Ortsteil Kunčičky verbunden. Dieser Garten entstand im Jahr 1948 als Obstgarten auf einem sechs Hektar großen Grundstück in der Nähe der Alexander-Mine und diente der Erholung. 1949 wurde beschlossen, im Park einen Zoogarten einzurichten. Zu den ersten Bewohnern gehörten ein Reh, zwei Hirsche und fünf Fasane. Bald kamen Pfauen und weitere Vogelarten hinzu. Der kleine Zoo hatte mit schwierigen Problemen der Nachkriegszeit zu kämpfen und es begann bald die Suche nach einem geeigneteren Standort für einen größeren Zoo.
Als passender Standort wurde ein Gelände mit vielfältiger Waldbedeckung im Stadtteil Slezská Ostrava gefunden, wo auch ausreichend Wasser zur Verfügung stand. Der Bau des neuen Zoos begann im Jahr 1956. Im Februar 1960 wurden die Tiere aus Kunčičky umgesiedelt, fanden jedoch nur provisorische Unterkünfte vor. In den 1960er Jahren wurde die Tiersammlung um einige besondere Arten erweitert, beispielsweise wurden Eisbären, Saigas und nordamerikanische Alligatoren angeschafft. Ab den 1970er Jahren begann sich der Zoo als Züchter zu profilieren und es kam zu einem deutlichen Wandel in der Artenzusammensetzung der gehaltenen Tiere. Dies setzte sich in den folgenden Jahrzehnten weiter fort. Viele Gehege wurden nach und nach den sich ändernden tiergärtnerischen Erfordernissen angepasst. 2006 wurde der Zoo von der European Association of Zoos and Aquaria (EAZA) mit der Führung des Europäischen Zuchtbuchs für Flusspferde beauftragt.

## Tierbestand und Anlagenkonzept
Im Zoo Ostrava wurden im Jahr 2022 insgesamt 6781 Tiere in 454 Arten gezählt. Der Zoo ist in mehrere Bereiche unterteilt. Einen breiten Raum nehmen steppenartig angelegte Anlagen ein, auf denen verschiedene Huftierarten leben. Die weiteren Bereiche sind überwiegend geografisch gegliedert und mit Tieren besetzt, die auf den jeweiligen Kontinenten vorkommen. Auf Teichflächen können Wasservögel beobachtet werden, auf den Inseln sind Primaten zu besichtigen. Außerdem gibt es begehbare Vogelflughallen sowie Volieren für Greifvögel.

## Botanischer Garten
Im Jahr 2007 wurde auf dem Zoogelände ein Botanischer Garten eröffnet, bei dem Wege mit einer Gesamtlänge von fast sechs Kilometern angelegt wurden und dem auch Gewächshäuser hinzugefügt wurden. Zusätzlich zu den botanischen Pfaden wurden ein Rhododendrenpark mit einer der größten Rhododendron- und Azaleensammlungen Europas sowie eine Ausstellung der Gartenkunst des Fernen Ostens mit einer Sammlung von Bonsais und Zierbäumen eröffnet.

## Arterhaltungs- und Schutzprogramme
Der Zoo Ostrava beteiligt sich an vielen nationalen und internationalen Projekten zum Schutz und zur Rettung bedrohter Tierarten. So unterstützt der Zoo beispielsweise ein Arterhaltungsprogramm zur Rettung der Saolas. Das Programm wurde 2006 mit dem Ziel gegründet, Saolas vom Aussterben zu bewahren. So gibt es Bestrebungen, große Teile des Truong-Son-Gebirges an der Grenze zwischen Laos und Vietnam unter Schutz zu stellen, dem einzigen Gebiet auf der Welt, in dem Saolas leben. Weitere, vornehmlich In-situ-Programme betreffen die folgenden Arten: Sunda-Plumplori und Hiller-Plumplori, Tonkin-Stumpfnase, Silbergibbon, Java-Langur, Delacour-Schwarzlangur und Blauaugenmaki. 
In Zusammenarbeit mit der gemeinnützige Organisation Vesna Panglao Conservation beteiligt sich der Zoo Ostrava am Schutz der Korallenriffe vor der philippinischen Panglao-Insel. Außer dem Schutz des Meeresökosystems und der Einrichtung von Korallenschulen wird auch die illegale Fischerei in der Region bekämpft. Bei den Vogelarten gibt es spezielle Programme zum Schutz der Grüntangare in Argentinien sowie zur Auswilderung verschiedener Geierarten in ihre ursprünglichen Lebensräume in Europa. Beispielsweise wurde 2015 ein im Zoo Ostrava aufgezogener Bartgeier im Rahmen eines Wiederansiedlungsprogramms in Kals am Großglockner ausgewildert. Ein nationales Projekt befasst sich mit der Wiederansiedlung des Steinadlers in Tschechien.

## Galerie
Die nachfolgende Bildauswahl zeigt einige Vögel aus dem Bestand des Zoos in Ostrava:

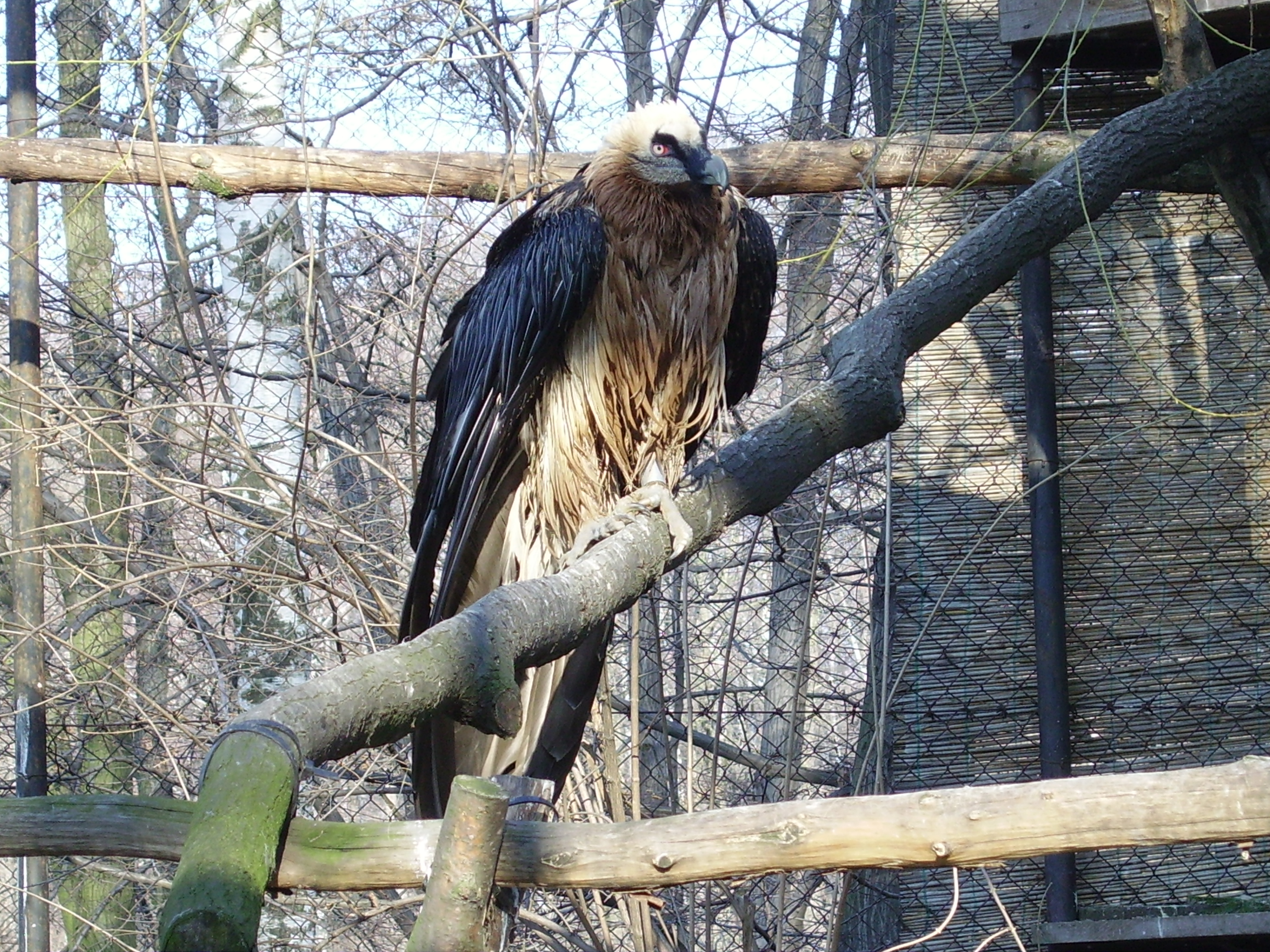
Bartgeier
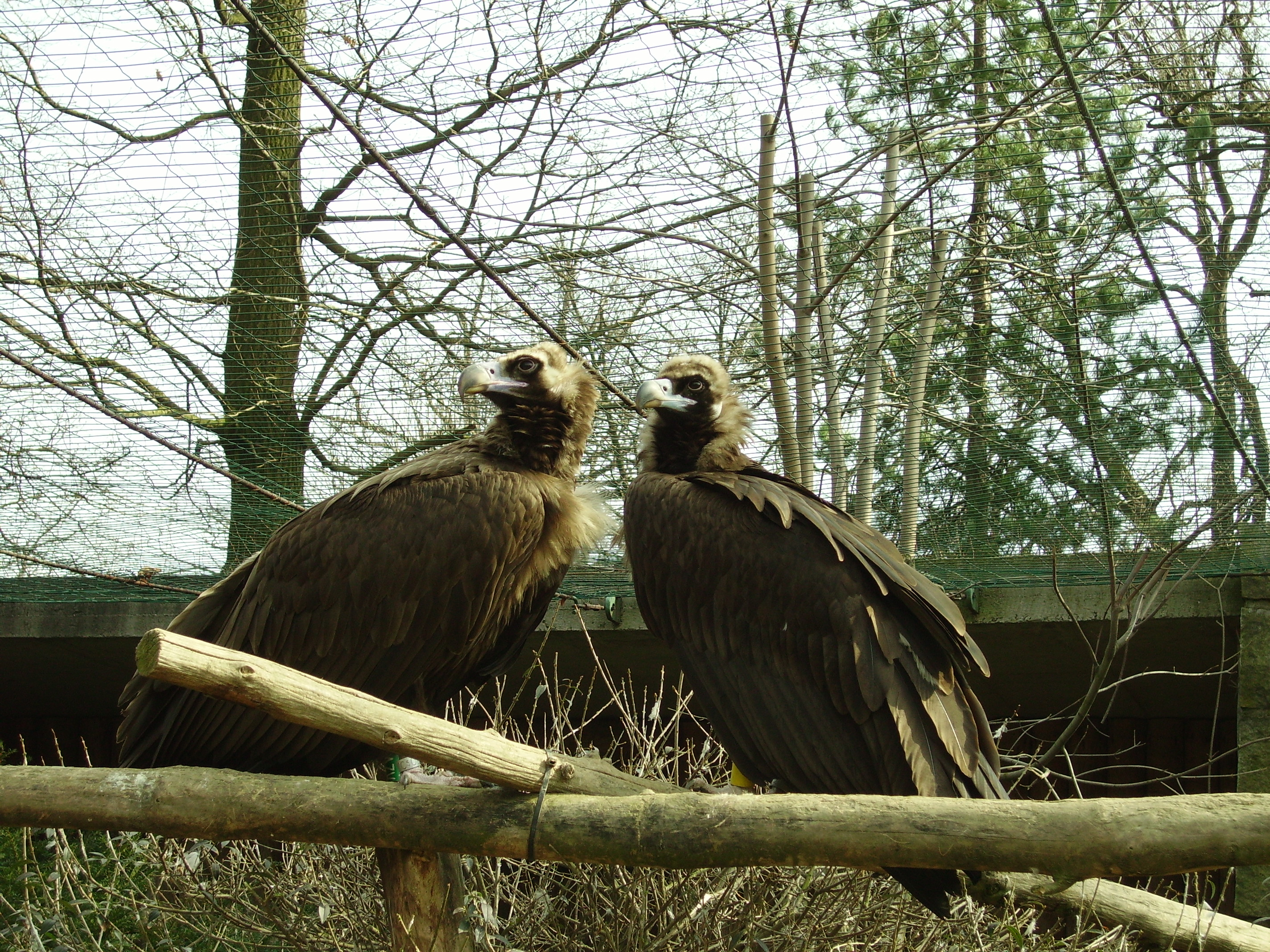
Mönchsgeier
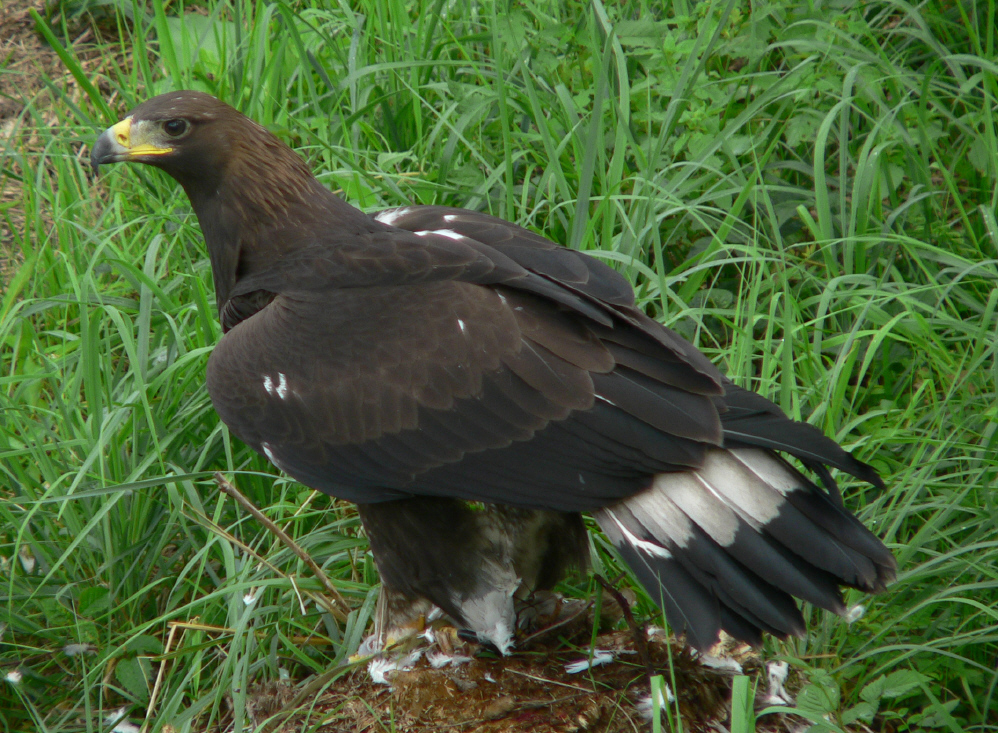
Halberwachsener Steinadler
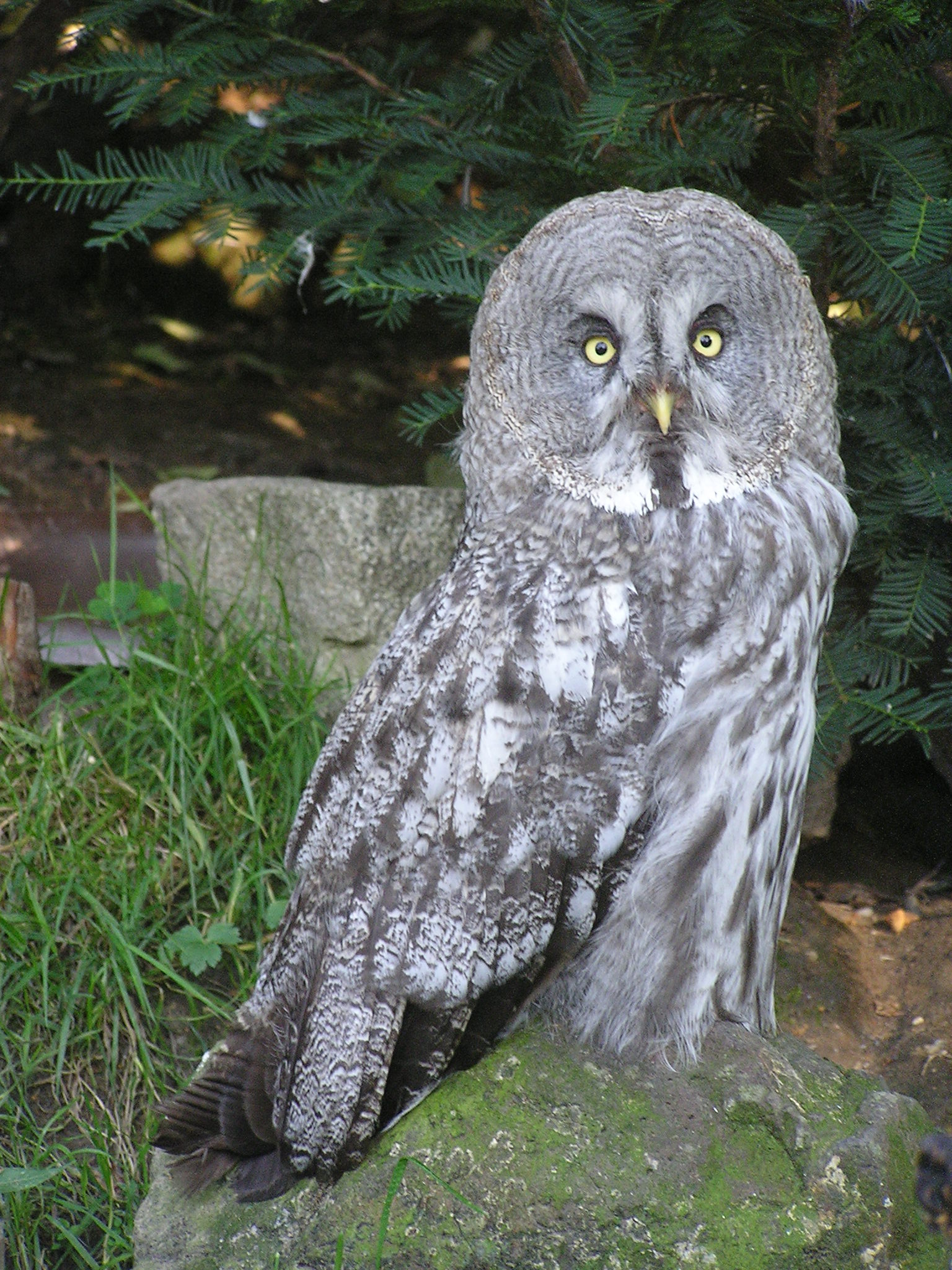
Bartkauz
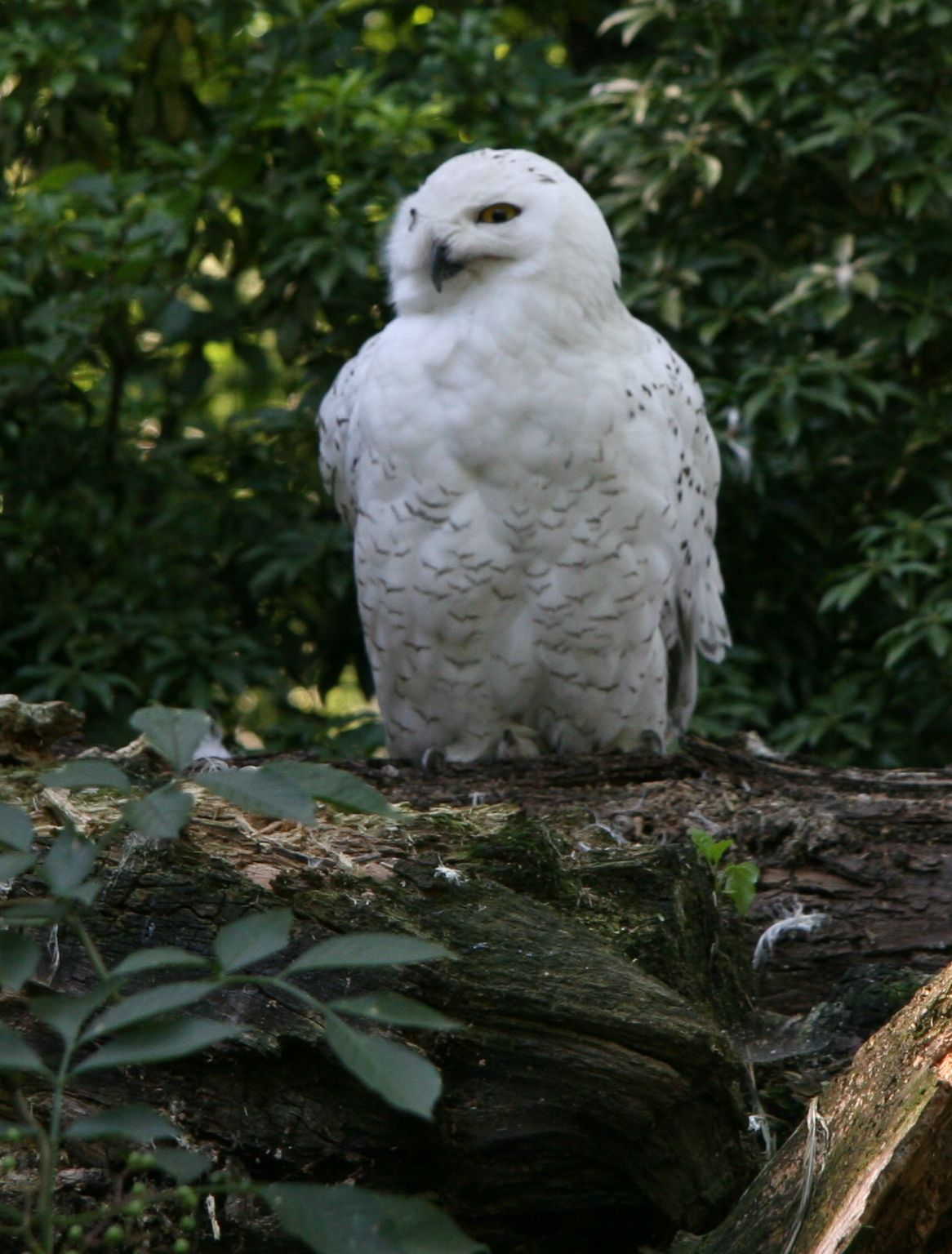
Schneeeule